# H II područje
H II područje ili H+ područje je međuzvjezdani oblak ioniziranog (+) vodika.

## Poveznice
- HI područje